# Thomas Vaubourzeix
Thomas Vaubourzeix (Gassin, 16 juni 1989) is een Frans wielrenner die anno 2018 rijdt voor Project Nice Côte d'Azur.

## Overwinningen
2010
1e etappe Kreiz Breizh Elites
eindklassement Tour de l'Eure et Loire
2012
Bergklassement Ronde van de Middellandse Zee
3e etappe Ronde van Bretagne
2014
Bergklassement Boucles de la Mayenne
5e etappe Ronde van het Qinghaimeer
2016
Trophée Princier
3e etappe Ronde van Tunesië
2017
Trophée Princier

## Resultaten in voornaamste wedstrijden
|      | \| Jaar \| Parijs-Tours \| \| ---- \| ------------ \| \| 2016 \| 123e \| |
| Jaar | Parijs-Tours                                                             |
| 2016 | 123e                                                                     |

## Ploegen
- 2011 –  La Pomme Marseille
- 2012 –  La Pomme Marseille
- 2013 –  La Pomme Marseille
- 2014 –  Team La Pomme Marseille 13
- 2015 –  Veranclassic-Ekoï (tot 30-6)
- 2015 –  Lupus Racing Team (vanaf 1-7)
- 2016 –  Lupus Racing Team
- 2016 –  Delko Marseille Provence KTM (stagiair vanaf 27-7)
- 2017 –  Nice Cycling Team (tot 10-3)
- 2018 –  Project Nice Côte d'Azur (vanaf 26-3)

Beyer · David · Flautt · Gravois · Jeannès · Jowsey · E. Murphy · K. Murphy · Neagos · Olheiser · Rugg · Schurman · Stone · Vaubourzeix
Beyer · Chavarría · David · Flautt · Horner · Jeannès · Lazzarotto · Lewis · Mead-Vancort · Miller · Murphy · Olheiser · Stone · Tankersley · Tanovitchii · Vaubourzeix
Bold · Amadori · Bolortuya · Cognet · Cole · Davaasambuu · Erdenebat · Navaansamdan · Pulidori · Sugarmaa · Vaubourzeix